# Bréchaumont
Bréchaumont es una comuna francesa, situada en el departamento de Alto Rin, en la región  de Alsacia.

## Demografía
| 232 | 243 | 270 | 339 | 351 | 345 |
| Para los censos de 1962 a 1999 la población legal corresponde a la población sin duplicidades (Fuente: INSEE [Consultar]) |     |     |     |     |     |